# Verwendung (Recht)
Verwendung ist der juristische Fachausdruck für eine Aufwendung (freiwillige und zweckgerichtete Vermögensopfer) zugunsten einer Sache. Im Gegensatz zum Schaden, welcher in einem unfreiwilligen Verlust von Rechten oder Rechtsgütern besteht, handelt es sich bei einer Verwendung um eine willentliche Vermögensaufwendung, die der Sache zugutekommt, indem sie ihrer Wiederherstellung, Erhaltung oder Verbesserung dient.
Keine Verwendungen sind die Aufwendungen, die für den rechtsgeschäftlichen Erwerb einer Sache getätigt werden. Gleiches gilt, mangels Eigentumsverlustes, für Zufügungen, die nicht zu wesentlichen Bestandteilen (§ 93 BGB) der Sache werden.

## Definition
Nach den §§ 994 ff. BGB kann der Besitzer einer Sache, sofern ihm zum Zeitpunkt seiner Vermögensaufwendung kein Recht zum Besitz zustand (sogenanntes Eigentümer-Besitzer-Verhältnis), vom jeweiligen Eigentümer Verwendungensersatz verlangen. Dabei ist zu differenzieren zwischen dem Ersatz notwendiger Verwendungen und den (bloß) nützlichen Verwendungen nach § 996 BGB. Eine Verwendung ist notwendig, wenn sie zur Erhaltung oder Bewirtschaftung einer Sache zur Zeit der Verwendungsvornahme objektiv erforderlich war.
Im Gegensatz zu den notwendigen Verwendungen kann für die nützlichen Verwendungen Ersatz nur verlangt werden, wenn der Verwender (1.) bei Vornahme seines
Vermögensopfers hinsichtlich seines Besitzrechtes gutgläubig war und (2.) der Wert der Sache zur Zeit der Rückgabe an den Eigentümer noch durch die Verwendung erhöht ist.
Gutgläubig in diesem Sinne ist der Besitzer, der zur Zeit der Vornahme einer Verwendung weder verklagt ist noch grob fahrlässig sein tatsächlich fehlendes Recht zum Besitz der Sache kannte.
Schließlich gibt es noch sogenannte Luxusverwendungen, dabei handelt es sich um Verwendungen, die weder notwendig noch nützlich sind. Für diese erhält der Verwender keinen Ersatz.
Beispiele: Jemand kauft einen Gebrauchtwagen und lässt diesen neu lackieren. Später stellt sich heraus, dass der Wagen gestohlen war. Der Eigentümer fordert zu Recht den Wagen zurück. Der Verwender will aber Geld für die Lackierung. Jetzt ist zu differenzieren: War der Lack des Wagens alt und eine Neulackierung nötig, um das Auto vor dem Durchrosten zu bewahren, dann stellt die Bemalung eine notwendige Verwendung dar, die zu ersetzen ist. Hatte dagegen der Wagen zuvor lediglich eine Farbe, die außer Mode war, während die neue gesucht ist und ist der Wert des Wagens dadurch erhöht, stellt die Lackierung eine nützliche Verwendung dar. Handelt es sich schlicht um eine andere Farbe, die den Wert des Wagens nicht ändert, liegt eine Luxusverwendung vor, die nicht zu ersetzen ist. In diesem Fall steht dem Verwender nach § 997 Abs. 2 BGB auch kein Wegnahmerecht zu, da die Abtrennung für ihn keinen Nutzen hat.
Unabhängig von der Unterscheidung zwischen § 994 BGB einer- und § 996 BGB andererseits, kann der Besitzer nach der ständigen Rechtsprechung des Bundesgerichtshof Ersatz für Verwendungen auf ein Grundstück nur dann verlangen, wenn dieses dadurch nicht grundlegend verändert worden ist (enger Verwendungsbegriff). Die Bebauung eines fremden Grundstücks etwa, führt danach – von wenigen Ausnahmen abgesehen – grundsätzlich nicht zu einem Anspruch auf Verwendungsersatz. Diese Rechtsprechung wird von der Rechtswissenschaft kritisiert. Die herrschende Ansicht in der Literatur verwendet den weiten Verwendungsbegriff, welcher auch die sachändernden Verwendungen erfasst.
Wer Verwendungen auf eine fremde und nicht in seinem Besitz befindliche Sache tätigt, kann Aufwendungsersatz nach den Grundsätzen des Bereicherungsrechts (§§ 812 ff. BGB) verlangen.